# 哈伦·菲斯克·斯通
哈伦·菲斯克·斯通（Harlan Fiske Stone，1872年10月11日—1946年4月22日），美国律师、政治家，曾任美国司法部长、美国最高法院大法官和美国首席大法官。他最著名的格言是:“法院不是唯一的政府机构，必须被假定有治理的能力。”
斯通出生在美國新罕布夏州切斯特菲尔德，从哥伦比亚大学法学院毕业后在纽约市从事法律工作。第一次世界大战期间，他在战争部门调查委员会任职，该委员会评估了出于良心拒服兵役者的诚意。1924年，卡尔文·柯立芝总统任命斯通为司法部长。在沃伦·盖玛利尔·哈定政府期间发生的几起丑闻之后，斯通试图改革司法部。他还对一些大公司提起反垄断诉讼。
1925年，柯立芝提名斯通接替即将退休的大法官约瑟夫·麦肯纳，斯通以微弱的反对获得参议院的批准。在塔夫脱法庭上，斯通与霍姆斯法官和布兰迪斯法官一起呼吁司法克制，尊重立法意愿。在休斯法庭上，斯通、布兰代斯法官和卡多佐法官组成了一个名为“三个火枪手”的自由集团，他们通常投票支持新政的合宪性。他在美国诉达比木材公司案和美国诉卡洛琳产品公司案中的多数意见对制定司法审查标准产生了影响。
1941年，富兰克林·D·罗斯福总统提名斯通接替退休的查尔斯·埃文斯·休斯担任首席大法官，参议院很快确认了斯通的任命。斯通在是松诉合众国案中认为将日裔美国人排除在拘留营是符合宪法的。斯通担任首席大法官直至1946年去世。他是所有首席大法官中是第一位没有担任过民选公职的首席大法官。

## 早年
1872年10月11日，哈兰·菲斯克·斯通出生在新罕布什尔州切斯特菲尔德。他在阿默斯特高中学习，1894年毕业于阿默斯特学院。
从1894年到1895年，他是纽伯里波特高中的副校长。1895年至1896年，他在纽约布鲁克林的阿德菲学院担任历史讲师。
斯通从1895年到1898年就读于哥伦比亚大学法学院，获得法学学士学位，并于1898年被纽约律师事务所录取。

## 司法部长
1924年4月1日，斯通被他在阿默斯特大学的同学卡尔文·柯立芝总统任命为美国司法部长。他认为斯通会被公众认为是不受指责的，可以监督对哈定政府各种丑闻的调查。这些丑闻迫使哈定的司法部长哈里·M·多尔蒂辞职。
斯通将调查局(BOI)改制为联邦调查局(FBI)，由约翰·埃德加·胡佛担任首任局长。并指导他改造机构让它像英国苏格兰场和比其他任何警察组织更有效率。
作为一名积极的司法部长，斯通在联邦法院为他的部门的许多案件辩护，并对由柯立芝的财政部长安德鲁·W·梅隆家族所控制的美国铝业公司发起了反托拉斯调查。

## 联席大法官
约瑟夫·麦肯纳法官辞去了最高法院的职务后，1925年1月5日，柯立芝任命斯通为联席大法官。对他的提名获得了普遍的认可，尽管有传言称斯通可能因为他的反垄断活动而被踢出了高层。一些参议员对斯通与华尔街的关系提出质疑，认为他是公司利益的工具。2月5日在美国参议院以71票对6票获得通过，并于当天获得委员会批准。3月2日，斯通在首席大法官威廉·霍华德·塔夫脱的主持下宣誓就职。他是柯立芝在最高法院的唯一任命。
20世纪20年代中期的最高法院主要关注商业和政府之间的关系。以塔夫脱为首的大多数法官都是商业和资本主义的坚定捍卫者，不受大多数政府监管。法院利用实质性正当程序的原则和“合同自由”的基本权利来监督国家政府和州政府的管制企图。法院的批评者指控说，司法机构已经篡夺了立法机构的权力，并将一种特殊的经济理论——自由放任政策纳入其决策之中。
在1932-1937年最高法院的任期内，斯通和他的同事布兰代斯和卡多佐被认为是最高法院的三个火枪手，他们的自由主义派系。这三位法官都非常支持罗斯福总统的新政议程，而其他许多最高法院法官都反对。

## 首席大法官
斯通对新政的支持给罗斯福带来了好感，1941年6月12日，罗斯福总统提名斯通为首席大法官，斯通于6月27日得到美国参议院的批准，并于7月3日接受了委员会的任命。
作为首席大法官，斯通在法庭上发言支持总统有权审判在美国国土上被军事法庭扣押的纳粹分子。法院对这一案件的处理一直备受关注和争议。
斯通在国际鞋业公司诉华盛顿案中制定了州法院对诉讼当事人拥有个人管辖权的标准。
斯通是第四位曾担任联席大法官的首席大法官，也是第二位连续担任这两个职位的大法官。到目前为止，斯通法官是唯一一位在法官中担任所有9个高级职位的法官，他从最初级的大法官升至最高级的大法官，然后又升为首席大法官。
| 學術機關職務                | 學術機關職務                 | 學術機關職務             |
| --------------------------- | ---------------------------- | ------------------------ |
| 前任者： 乔治·基希威        | 哥伦比亚法学院院长 1910–1923 | 繼任者： 休格·杰维       |
| 司法职务                    |                              |                          |
| 前任者： 哈里·M·道格蒂      | 美國司法部長 1924–1925       | 繼任者： 约翰·萨金特     |
| 前任者： 约瑟夫·麦肯纳      | 美國最高法院大法官 1925–1941 | 繼任者： 罗伯特·H·杰克逊 |
| 前任者： 查尔斯·埃文斯·休斯 | 美国首席大法官 1941–1946     | 繼任者： 弗雷德·文森     |